# Claoxylon carinatum
Claoxylon carinatum är en törelväxtart som beskrevs av Airy Shaw. Claoxylon carinatum ingår i släktet Claoxylon och familjen törelväxter. Inga underarter finns listade i Catalogue of Life.